# بیم‌آوردندانان
بیم‌آوردندانان (نام علمی: Amynodontidae) نام یک تیره از راسته تک‌سم‌سانان است.